# Bataille de Monroe's Cross Roads
Guerre de Sécession
Batailles
Campagne des Carolines
- Rivers' Bridge
- Aiken
- Congaree Creek (en)
- Columbia (en)
- Wyse Fork
- Monroe's Cross Roads
- Averasborough
- Bentonville
- Morrisville (en)
- Bennett Place

La bataille de Monroe's Crossroads, aussi nommée bataille de Fayetteville Road, est un engagement mineur de la guerre de Sécession. Elle a lieu le 10 mars 1865 en Caroline du Nord, dans le comté de Cumberland (aujourd'hui comté de Hoke), et fait partie de la campagne des Carolines.
C'est l'un des derniers combats de cavalerie de la guerre de Sécession qui voit deux divisions sudistes surprendre une division nordiste. L'issue du combat est indécise, mais favorise le retrait d'autres forces confédérées.

## Contexte
En 1865, l'armée commandée par le général Sherman opère dans les Carolines et se dirige vers Goldsboro. Sherman a pour premier objectif la localité de Fayetteville, qui présente à ses yeux deux intérêts. En premier lieu, c'est le point le plus haut du fleuve Cape Fear que peuvent atteindre les bateaux venant de Wilmington (tombée aux mains des Fédéraux) et donc pouvant assurer le ravitaillement de l'armée ; en second lieu, la prise des ponts sur la rivière permettrait de piéger les forces sudistes opérant sur la rive ouest.

## Forces en présence

### Forces nordistes

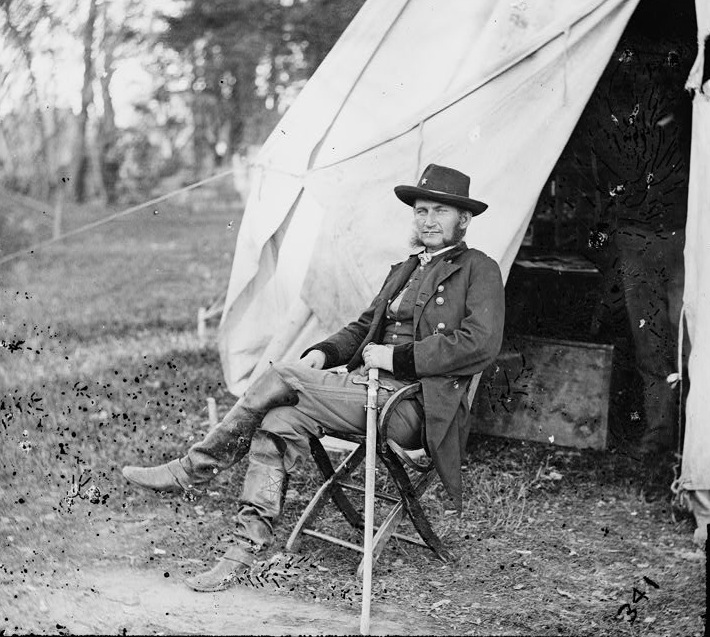
Hugh Judson Kilpatrick.

- 3e division de cavalerie (Kilpatrick) (4 brigades, 4 438 hommes).
  - Brigade Jordan : 3e Indiana, 8e Indiana, 2e Kentucky, 3e Kentucky, 9e Pennsylvanie.
  - Brigade Atkins : 92e Illinois, 9e Michigan, 9e Ohio, 10e Ohio, escadron McLaughlin.
  - Brigade Spencer : 1er Alabama, 5e Kentucky, 5e Ohio.
  - Brigade Way, composée de soldats démontés de la division provisoirement organisés, affectés aux brigades Jordan, Atkins et Spencer.
  - 10e batterie d'artillerie montée du Wisconsin.

### Forces sudistes

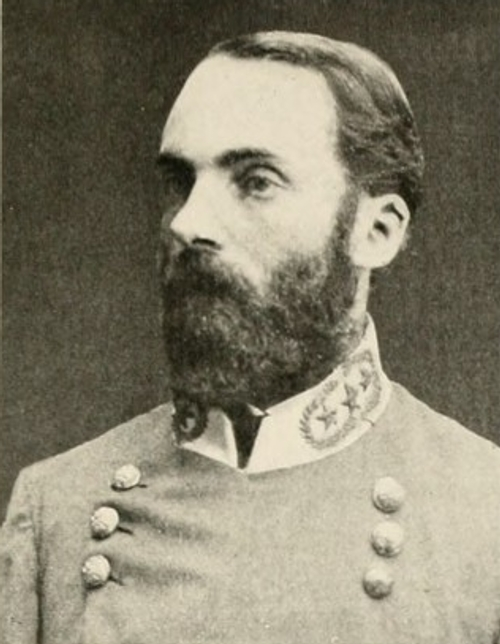
Joseph Wheeler.

Wade Hampton commande le corps de cavalerie de l'armée sudiste. Seule une partie de celui-ci est engagée.
- Corps de cavalerie Joseph Wheeler (4 brigades)[2].
  - Brigade Harrison : 8e Texas, 11e Texas, 3e Arkansas, 8e Tennessee (4e Cie).
  - Brigade Ashby : 6e Tennessee (1re Cie), 2e Tennessee, 5e Tennessee.
  - Brigade Hagan : 1re Alabama, 3e Alabama, 9e Alabama, 12e Alabama, 51e Alabama, 53e Alabama, 10e confédéré, compagnies de Géorgie et d'Alabama.
  - Brigade Anderson : 3e Géorgie, 5e Géorgie, 6e Géorgie, 8e confédéré, compagnies du Mississippi et de l'Alabama.
  - Brigade Dibrell : escadron Allison, 13e Tennessee.
  - Section d'éclaireurs de Shannon (30-40 hommes).
- Division Butler
  - Brigade Butler : 1er Caroline du Sud, 4e Caroline du Sud, 5e Caroline du Sud, 6e Caroline du Sud, 19e Caroline du Sud.
  - Brigade Young : légion de Géorgie (Phillips), légion de Géorgie (Cobb), Jeff Davis Mississippi légion, 20e Géorgie, 2e Kentucky.

## Combat

Carte de l'avancée de Sherman d'Atlanta à Savannah (marche vers la mer) puis à Goldsboro (campagne des Carolines).

Pendant la progression de l'armée de Sherman en Caroline du Nord, la division de cavalerie de Judson Kilpatrick est chargée de la protection de son flanc gauche. Au soir du 9 mars, elle dresse le camp pour passer la nuit au carrefour de Monroe (Monroe's Crossroads), qui tient son nom de la ferme la plus proche.
Le temps est particulièrement pluvieux. Au petit matin, la pluie a cessé, mais un épais brouillard s'est installé sur la zone. Les Confédérés, commandés par le lieutenant-général Wade Hampton et le major-général Joseph Wheeler, opérant ensemble pour la première fois, surprennent le camp de l'Union, assez mal gardé. Un des objectifs de l'attaque est de capturer Kilpatrick lui-même, qui s'est retiré pour la nuit, avec sa maîtresse, dans un chalet attenant à la ferme Monroe. Débusqué par un groupe de soldats d'élite désignés pour se saisir de lui, Kilpatrick parvient à leur échapper en chemise de nuit, se cachant plusieurs heures dans un marais avant de rejoindre ses troupes.
Tout d'abord mise en déroute, la cavalerie nordiste parvient à se réorganiser et à chasser les Confédérés du camp qu'ils ont investi. Comprenant que l'infanterie nordiste ne va pas tarder à arriver, les commandants rebelles ordonnent à leurs hommes de commencer à battre en retraite à la fin de la matinée. La cavalerie de Hampton se replie ainsi en bon ordre sur Fayetteville. Côté confédéré, les brigadier-généraux Thomas Harrison et William Y.C. Humes, les colonels James Hagan et Moses W. Hannon sont blessés pendant l'engagement. Le brigadier-général William W. Allen et le colonel Henry Marshall Ashby sont blessés quand leurs chevaux sont tués sous eux.

## Conséquences
Les combats donnent à l'infanterie confédérée le temps nécessaire pour traverser en bon ordre le cours du fleuve Cape Fear à Fayetteville sans subir de dégâts de la part des troupes nordistes. Une fois en sureté à l'est du Cape Fear, les Confédérés brûlent les ponts au moment où les Nordistes pénètrent dans la ville.

## Sources
- (en) Cet article est partiellement ou en totalité issu de l’article de Wikipédia en anglais intitulé « Battle of Monroe's Crossroads » (voir la liste des auteurs).